# Fútbol argentino (película)
Fútbol argentino es una película documental argentina de 1990, dirigida por Víctor Dínenzon, realizada sobre el guion homónimo del historiador Michel Banegett y el periodista deportivo Julio César Pasquato (Juvenal), posteriormente editado en libro. Fue estrenada el 28 de abril de 1990, en Lugano 1 y 2 (Buenos Aires).

## Sinopsis
Una historia del fútbol argentino, desde sus orígenes en el siglo XIX hasta la victoria de la selección argentina en el Mundial de México de 1986, utilizando valiosos documentos de archivo.